# El proyeccionista
El proyeccionista es una película dramática dominicana de 2019 dirigida por José María Cabral. Fue seleccionada como la entrada dominicana a Mejor Largometraje Internacional en la 92.ª edición de los Premios Óscar, pero no fue nominada.

## Sinopsis
Eliseo, un proyeccionista de mediana edad, viaja a pueblos rurales para proyectar sus películas. Conoce a una joven llamada Rubí y la lleva de viaje.

## Reparto
- Félix Germán como Eliseo Layo
- Cindy Galán como Rubí
- Lia Briones como Koda